# NGC 1291
NGC 1291 (= NGC 1269) è una galassia ad anello nella costellazione di Eridano.
Si individua poco più di 3 gradi a ESE della stella θ Eridani. Un telescopio da 80mm di apertura o un potente binocolo è già in grado di individuarla; l'aspetto è quello di una stella molto sfocata, con un alone intorno. Uno strumento più potente mostra il disco, la cui larghezza si aggira sui 4', al cui bordo si trova una struttura simile ad un anello. Un telescopio newtoniano da 200mm di apertura mostra dettagliatamente la struttura lenticolare della galassia, compresa una piccola barra che sembra attraversi il nucleo.

## Galleria d'immagini

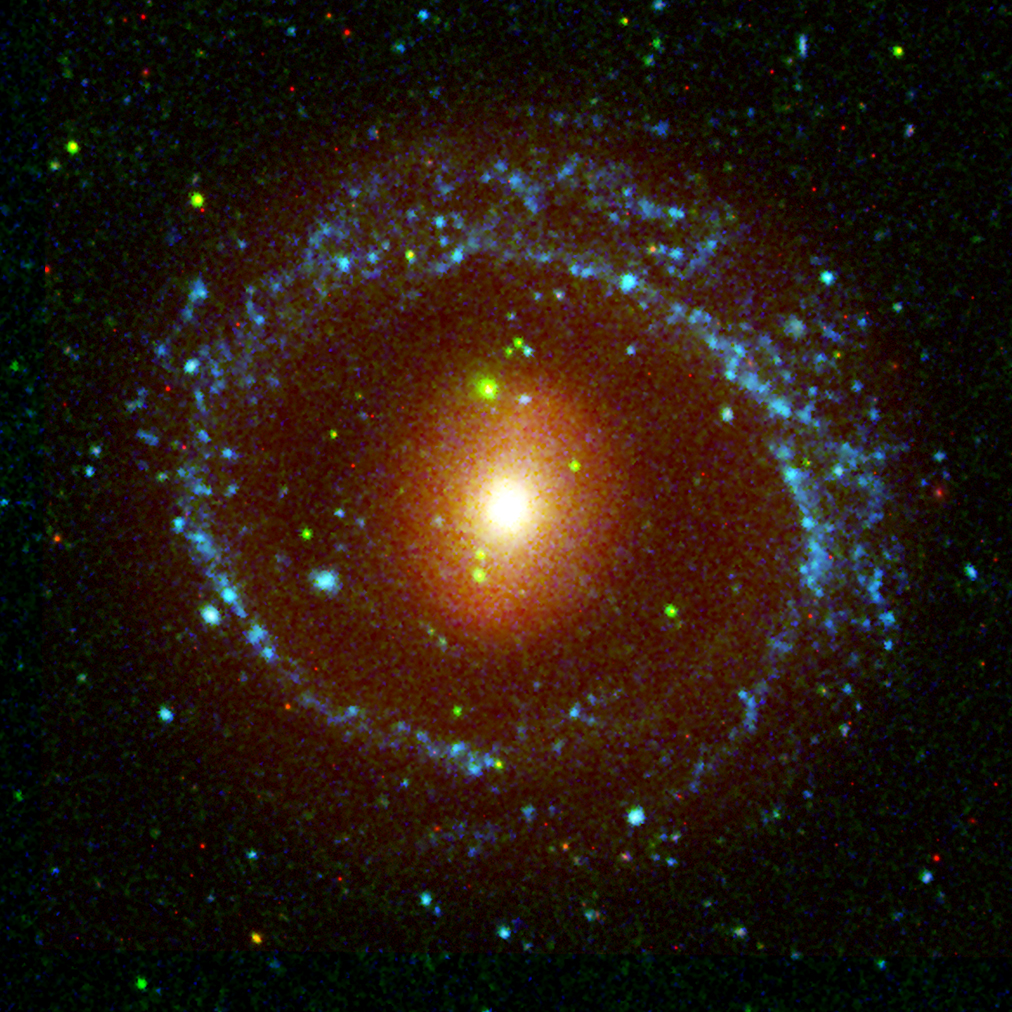
L'anello della galassia NGC 1291
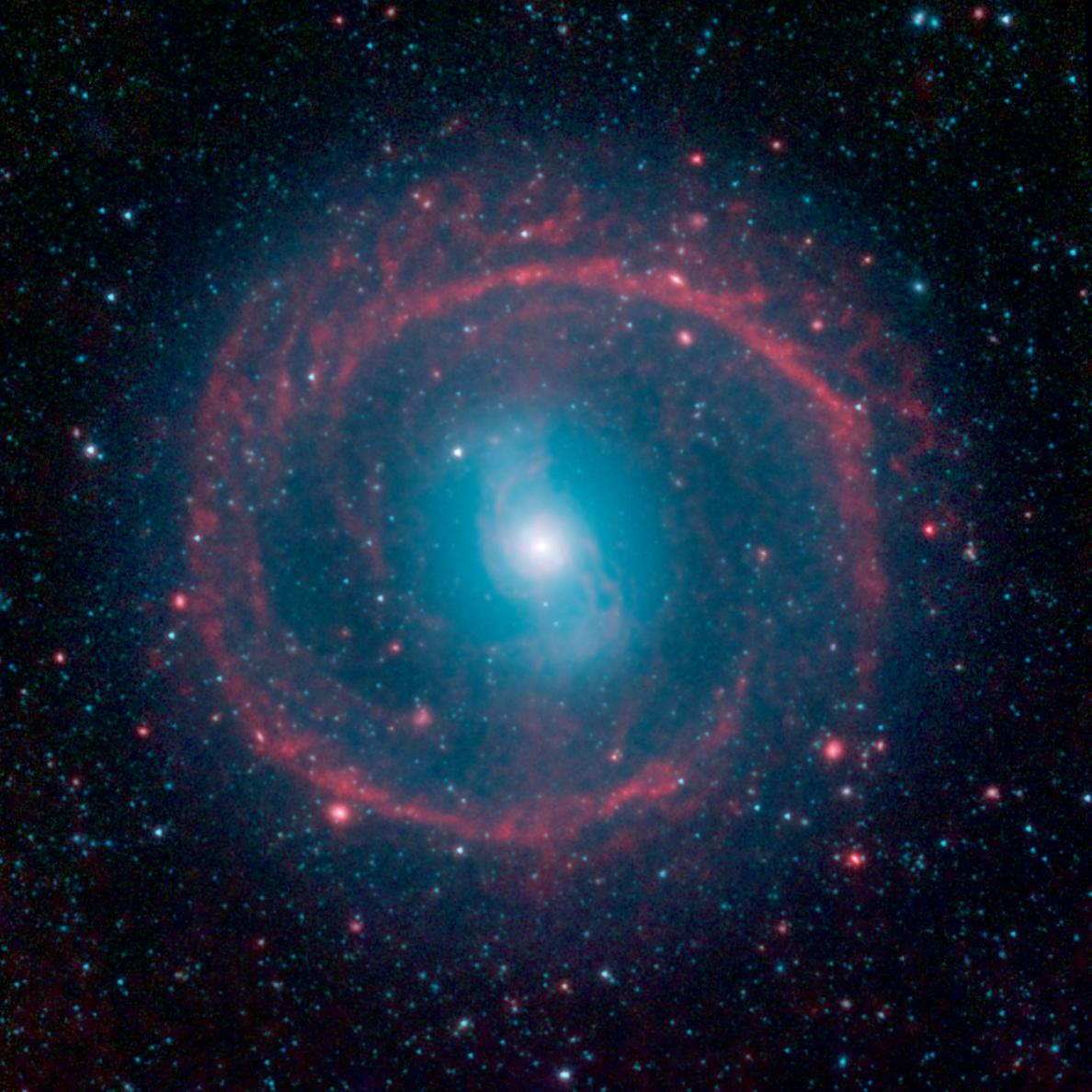
NGC 1291 all'infrarosso (Spitzer)
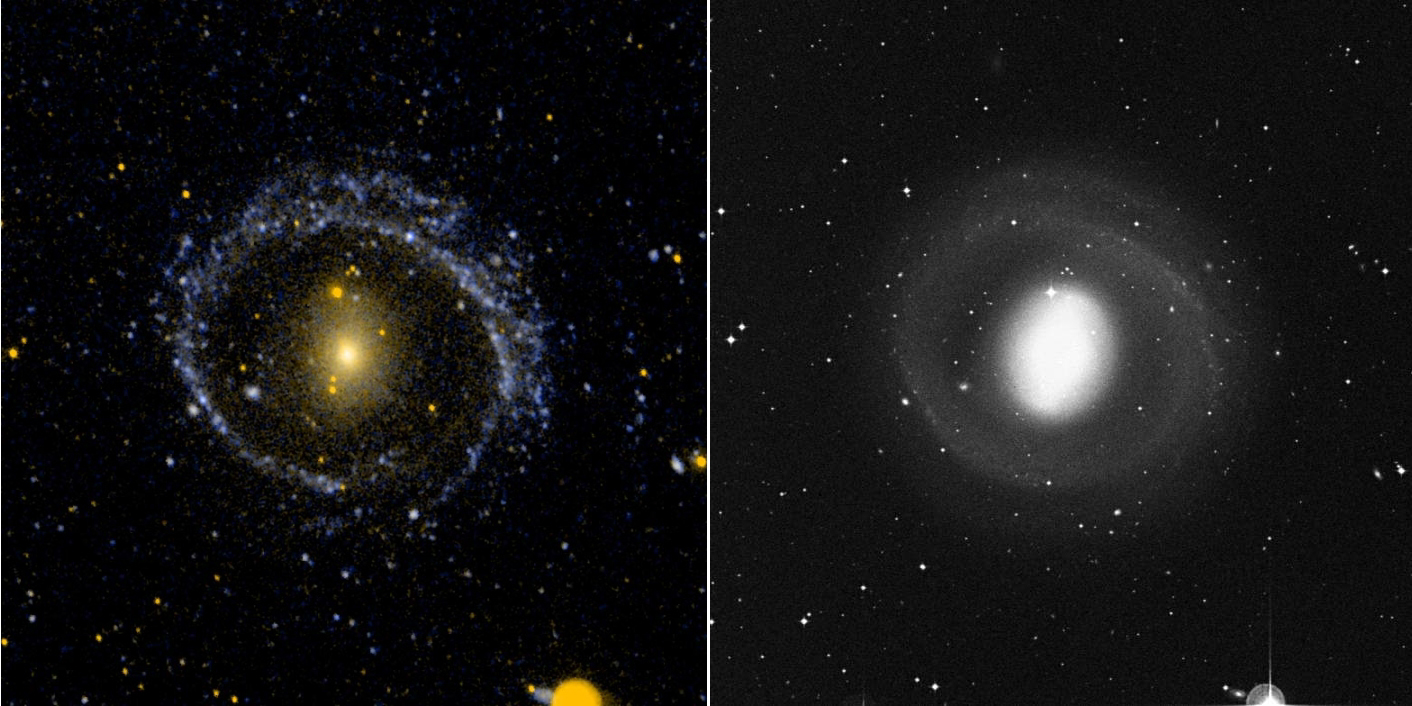
NGC 1291 all'UV (sinistra) e alla luce visibile
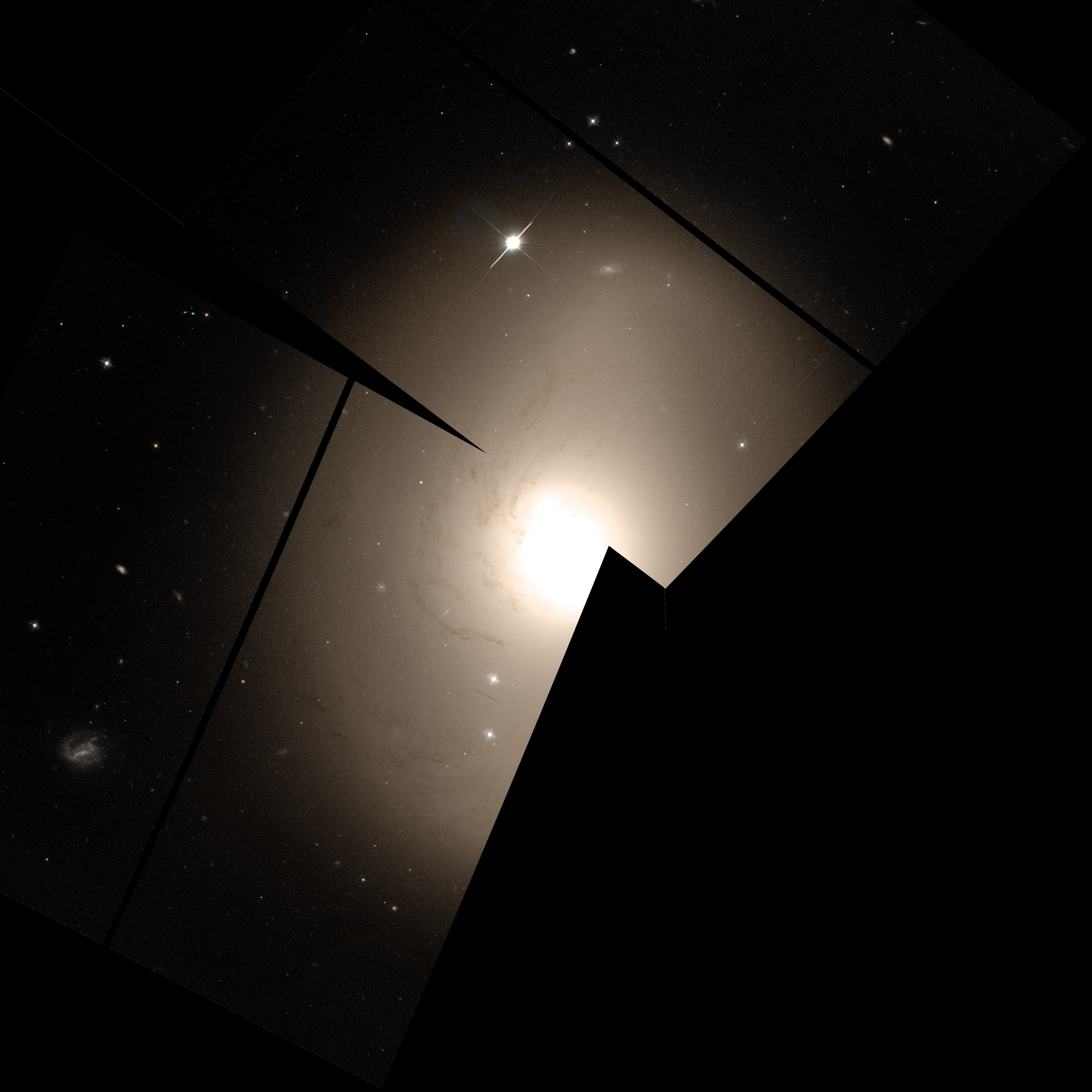
NGC 1291 (mosaico - HST)